# Forever (Charli XCX)
Forever è un singolo della cantautrice britannica Charli XCX, pubblicato il 9 aprile 2020 come primo estratto dal quarto album in studio How I'm Feeling Now.

## Video musicale
Il videoclip è stato reso disponibile in concomitanza con l'uscita del singolo.

## Accoglienza
Justin Curto di Vulture ha ipotizzato che sarebbe potuta essere inserita alla fine di Charli. Jem Aswad di Variety ha lodato l'utilizzo dell'autotune all'interno del brano come fosse un vero e proprio strumento, a differenza di altri artisti che lo sfruttano per correggere la propria voce. Michael Love Michael, scrivendo per Paper, ha elogiato la sua rilevanza, mentre Stereogum l'ha definita «perfettamente sciocca e da capogiro».

## Tracce
1. Forever – 4:03